# Ellipsidion ramosum
Ellipsidion ramosum är en kackerlacksart som först beskrevs av Walker, F. 1871.  Ellipsidion ramosum ingår i släktet Ellipsidion, och familjen småkackerlackor. Inga underarter finns listade i Catalogue of Life.